# Uces (Fluss)

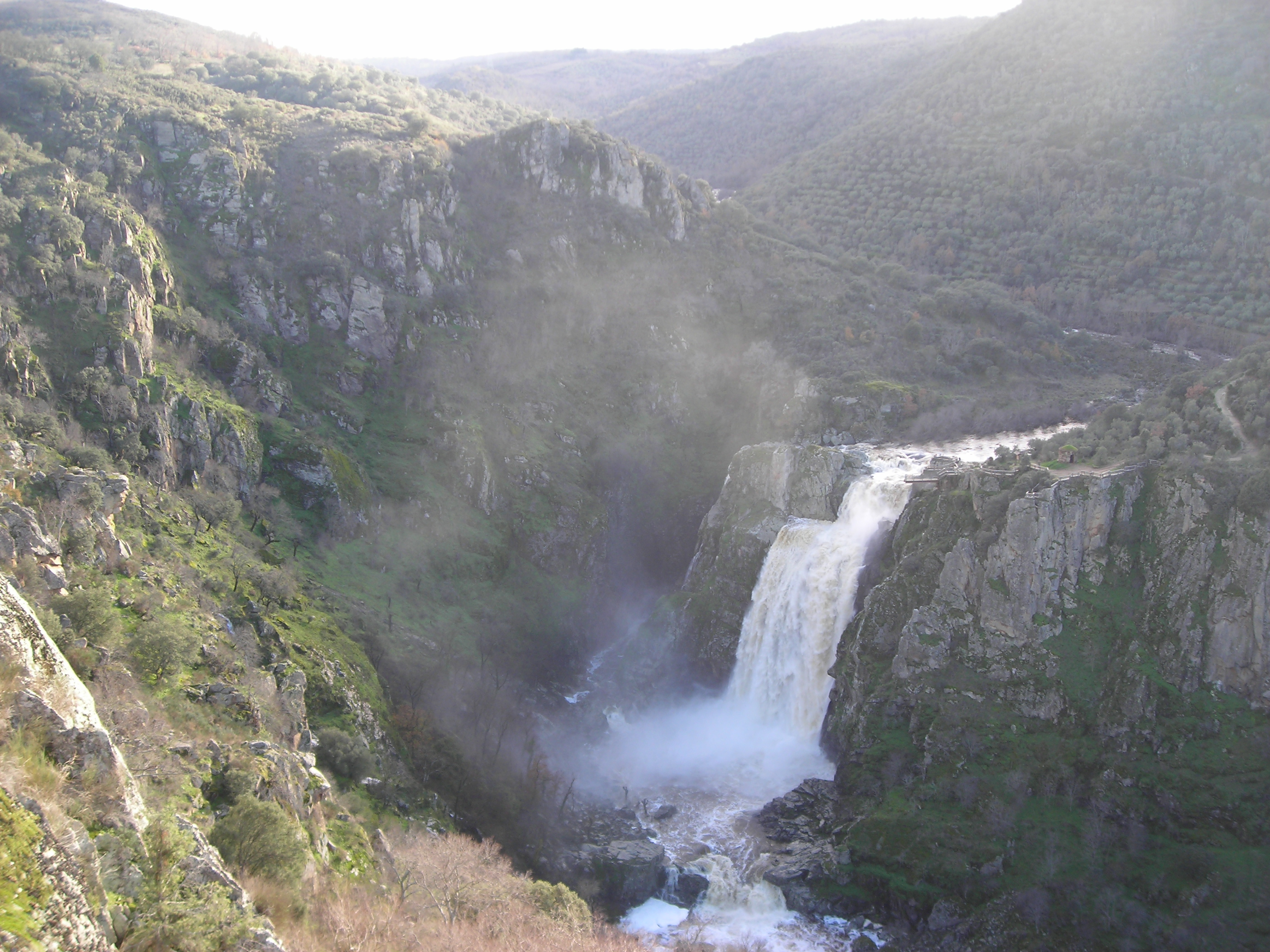
Wasserfall Pozo de los Humos bei Masueco

Der Rio Uces ist ein ca. 50 Kilometer langer linker Nebenfluss des Duero. Er entspringt im Bergland der Provinz Salamanca in der Region Kastilien-León, fließt zunächst in westlicher, dann in nördlicher Richtung durch den von Granitfelsen geprägten Naturpark Arribes del Duero und mündet etwa fünf Kilometer westlich von Pereña de la Ribera in den Duero.

## Nebenflüsse und Stauseen
Abgesehen von einigen Bächen, die im Sommer und Herbst oft trockenfallen, hat der Fluss keine größeren Nebenflüsse. Der unregulierte und weitgehend naturbelassene Fluss ist an keiner Stelle gestaut.

## Orte
Der nach dem Weiler Las Uces in seinem Quellgebiet benannte Fluss durchfließt oder berührt folgende Gemeinden in der Provinz Salamanca: Brincones, Sanchón de la Ribera, Valderrodrigo, Villar de Samaniego, Valsalabroso, Cabeza del Caballo, El Milano, La Zarza de Pumareda, Masueco und Pereña de la Ribera.

## Sehenswürdigkeiten
Landschaft und Orte zu beiden Seiten des unregulierten Flusses bieten viele reizvolle Aspekte, die vor allem im zeitigen Frühjahr zur Geltung kommen. Der Wasserfall Pozo de los Humos bei der Ortschaft Masueco ist vor allem während der Schneeschmelze und nach ergiebigen Winterregenfällen in den Monaten Januar bis März eine – allerdings nur von wenigen Touristen besuchte – Attraktion. Der ansonsten meist seichte und rinnsalartige Fluss wird an mehreren Stellen von urtümlich wirkenden Steinplattenbrücken und Trittsteinen überquert (z. B. beim Weiler Las Uces oder bei Cabeza del Caballo).